# Gerocossen
Gerocossen este o companie producătoare de cosmetice din România, înființată în anul 1990.
Compania deține un portofoliu de circa 100 de produse de îngrijire a părului, tenului, de proțectie solară sau pentru corp.
Număr de angajați în 2013: 57
Cifra de afaceri:
- 2011: 1,85 milioane euro[3]
- 2010: 2,5 milioane euro[3]
- 2006: 3 milioane euro[4]